# Bad Gleichenberg
Bad Gleichenberg è un comune austriaco di 5 291 abitanti nel distretto di Südoststeiermark, in Stiria. Il 1º gennaio 2015 ha inglobato i comuni soppressi di Bairisch Kölldorf, Merkendorf e Trautmannsdorf in Oststeiermark.